# Lampadena anomala
Lampadena anomala és una espècie de peix de la família dels mictòfids i de l'ordre dels mictofiformes. Els adults poden assolir 18 cm de longitud total. És un peix marí i d'aigües profundes que viu entre 330-2.000 m de fondària.
Es troba a l'Atlàntic oriental (des del Marroc fins a Angola), l'oest de l'Índic (6° 1′ N, 64° 59′ E), el Pacífic oriental (a prop de Hawaii) i el sud-oest de les illes Tungsha.